# Robot Taekwon V
Robot Taekwon V (koreanisch 로보트 태권 V) ist ein Animationsfilm des südkoreanischen Regisseurs Kim Cheong-gi aus dem Jahr 1976. Produziert wurde der Film von Yu Hyun-mok. Es ist der erste koreanische Film, der im Jahr 2005 komplett restauriert wurde.
Der Film kam am 24. Juli 1976 in die südkoreanischen Kinos. Aufgrund des Erfolges zog Robot Taekwon V zahlreiche Fortsetzungen nach sich.

## Handlung
Dr. Cops ist ein böser Wissenschaftlicher, der die Weltherrschaft anstrebt. Er kreiert eine Armee aus gigantischen Robotern, um Spitzensportler zu entführen und die Welt zu erobern. Zur Gegenwehr entwickelt Dr. Kim den Roboter Taekwon V. Kim Hoon, Taekwondo-Meister und der älteste Sohn von Dr. Kim, steuert Robot Taekwon V.
Kim Hoons Freund Kim Cheol unterstützt ihn im Kampf als Blechdosen-Roboter Cheol. Er hat lediglich Augenlöcher in eine Teekanne geschnitten, die er auf seinem Kopf trägt. Kim Hoons Freund Yoon Yeong-hee ist ebenfalls Taekwondoin und ist in der Lage, Robot Taekwon V zu steuern.

## Hintergrund
Die japanische Manga- und Animereihe Mazinger Z beeinflusste Robot Taekwon V stark. Kim Cheong-gi wollte einen koreanischen Helden für Kinder erschaffen. Um das Koreanische zu betonen, griff er auf Taekwondo als Kampfstil zurück.

## Restaurierung
Der Originalfilmabzug von Robot Taekwon V galt lange Zeit als verschollen. Nur ein unvollständiges, schlecht erhaltenes Exemplar war bekannt. Allerdings wurde ein weiteres Exemplar im Archiv der Korean Film Commission im Juli 2003 entdeckt. Im August des gleichen Jahres begann der Korean Film Council mit einem zweijährigen Restaurierungsprojekt und einem Budget von einer Milliarde Won. 72 Personen waren in die Restaurierung und Digitalisierung involviert. Die Fassung wurde schließlich auf dem Busan International Film Festival am 6. Oktober 2005 aufgeführt. In der Folge erhielt Taekwon V viel Aufmerksamkeit in Südkorea. Stars erschienen zur Gala um das 30. Jubiläum des Roboters zu feiern und Statuen waren in Seoul zu sehen. Als die restaurierte Fassung 2007 in die Kinos kam, erreichte der Film über 500.000 Zuschauer weniger als zwei Wochen.